# Arcángeles de Puebla
Los Arcángeles son un equipo mexicano de fútbol americano de la Liga de Fútbol Americano Profesional de México (LFA), fundado el 23 de enero de 2025 con sede en la Ciudad de Puebla. Fue el equipo de expansión de la liga en la temporada 2025.
Esto marco el regreso de la LFA al estado de Puebla anteriormente casa de los Artilleros. 
En su primer temporada contaron con la participación del head coach Marco Martos el jugador mexicano ex NFL y NFL Europa.
El estadio donde llevan acabo sus juegos de local es el mítico estadio Cráter Azul Tec de Monterrey campus Puebla .

## Estadísticas
| Temporada | Entrenador   | Temporada Regular | Temporada Regular | Temporada Regular | Temporada Regular | Temporada Regular | Temporada Regular | Postemporada | Postemporada | Postemporada   | Postemporada     | Postemporada  |
| Temporada | Entrenador   | Récord            | Cociente          | Puntos a favor    | Puntos en contra  | Puntaje total     | Posición          | Récord       | Cociente     | Puntos a favor | Puntos en contra | Puntaje total |
| --------- | ------------ | ----------------- | ----------------- | ----------------- | ----------------- | ----------------- | ----------------- | ------------ | ------------ | -------------- | ---------------- | ------------- |
| 2025      | Marco Martos | 4-4               | 0.500             | 153               | 139               | 14                | 4.° Clasificado   | —            | —            | —              | —                | —             |

## Temporada 2025
El 23 de enero del 2025 se hizo oficial el regreso de un equipo de Fútbol Americano al estado de Puebla, después de la desaparición de los Artilleros. 
En la presentación estuvieron presentes Cuauhtémoc Romero Bedolla – Presidente de Arcángeles de Puebla, Ricardo Zallas Gallardo – Director del Instituto Municipal del Deporte en representación del Alcalde, José Chedraui, Alejandro Jaimes – Comisionado de la LFA, Enrique Arturo Martínez Lastra – Vicepresidente de Arcángeles de Puebla, como invitado especial, el chef Antonio Méndez, y Marco Martos – Head Coach de los Arcángeles de Puebla.
“Después de ocho años aquí está la LFA, trabajando fuerte con el Consejo de Dueños al que se suman Arcángeles que están trayendo nuevamente el fútbol americano profesional a Puebla” Alejandro Jaimes
El 2 de mayo dieron inicio a su primera temporada jugando de local, recibiendo a los Gallos Negros de Querétaro. El marcador terminó 25-8 a favor de los poblanos, marcando una noche perfecta y un glorioso regreso de este deporte a la Ciudad de los Ángeles. Ganando con anotaciones de Denzel Strong (#3), Joshua Mack (#34) y el QB Alejandro García (#9).
El 9 de mayo visitaron a los Dinos de Saltillo en donde sufrieron su primera derrota con marcador de 20-3. Su siguiente partido fue de visita el 17 de mayo, en donde sufrieron su segundo descalabro por 22-19 ante los Mexicas CDMX.
El 24 de mayo volvieron al Purgatorio, a casa, para hacer historia venciendo a los Caudillos de Chihuahua, al bicampeón que había permanecido invicto más de dos años, arrebatándole la victoria #26 con un icónico 26-20. Con anotaciones de Joshua Mack (#34), David Hobbs (#28), Alan Ortíz (#15) y el QB Alejandro García (#9), quien sin duda fue el mejor jugador de la noche.
El 1 de junio lograron obtener su primera victoria de visitantes, ganando 26-16 a los Reyes de Jalisco y poniendo su marca 3-2.
El 7 de junio visitaron Chihuahua para el reencuentro contra los Caudillos, en donde en un duelo muy parejo cayeron 27-23.
El 14 de junio regresaron a casa, en donde cayeron en un duelo bajo la lluvia contra los Raptors de México 2-12. Allí se reveló que el Súper Tazón VIII se jugará en Puebla.
El 22 de junio cerraron su primera temporada en casa, venciendo 29-14 a los Osos de Monterrey, terminando con récord de 4-4 y asegurando su lugar en los play-offs como 4° lugar, marcando como un éxito su primera temporada.